# Nanuca
Nanuca is een geslacht van weekdieren uit de klasse van de Gastropoda (slakken).

## Soort
- Nanuca sebastiani Er. Marcus, 1957